# Youngsche Gleichung

Youngsche Gleichung

Die Youngsche Gleichung (nach Thomas Young) beschreibt die Benetzung der Oberflächen von Festkörpern mit Flüssigkeiten. Sie stellt die Beziehung zwischen dem Kontaktwinkel {\displaystyle \theta _{Y}} eines Tropfens einer benetzenden Flüssigkeit im thermodynamischen Gleichgewicht, der Oberflächenenergie {\displaystyle \gamma _{SG}} der Oberfläche eines benetzten Festkörpers (Index {\displaystyle _{SG}} für engl. solid-gas), der Oberflächenspannung {\displaystyle \gamma _{LG}} der benetzenden Flüssigkeit (Index {\displaystyle _{LG}} für engl. liquid-gas) sowie der Grenzflächenenergie {\displaystyle \gamma _{SL}} zwischen dem benetzten Festkörper und der benetzenden Flüssigkeit (Index {\displaystyle _{SL}} für engl. liquid-solid) dar:
{\displaystyle \cos \theta _{Y}={\frac {\gamma _{SG}-\gamma _{SL}}{\gamma _{LG}}}}
Die Youngsche Gleichung gilt nur für ideale Festkörperoberflächen, wobei ideale Festkörperoberflächen homogen, glatt, isotrop, unlöslich, nicht reaktiv und nicht deformierbar sind. Monte-Carlo-Simulationen sowie Molekulardynamik-Simulationen bestätigten die Gültigkeit der Youngschen Gleichung. Eine experimentelle Verifikation der Youngschen Gleichung ist nicht möglich, da {\displaystyle \gamma _{SL}} und {\displaystyle \gamma _{SG}} nicht unabhängig voneinander bestimmbar sind und da sich die für die Youngsche Gleichung vorausgesetzten idealen Bedingungen experimentell in der Regel nicht realisieren lassen.
Eine Weiterentwicklung der Youngschen Gleichung ist die Young-Dupré-Gleichung, die neben Young nach dem französischen Physiker Athanase Dupré benannt wurde. Die Young-Dupré-Gleichung stellt den Zusammenhang zwischen der Arbeit der Adhäsion {\displaystyle W_{SL}} der benetzenden Flüssigkeit auf der benetzten Festkörperoberfläche sowie {\displaystyle \gamma _{LG}} und {\displaystyle \theta _{Y}} her:
{\displaystyle W_{SL}=\gamma _{LG}(1+\cos \theta _{Y})}